# Вранов-над-Теплою
Вра́нов-над-Те́плою або Воронів (словац. Vranov nad Topľou) — місто, громада, адміністративний центр округу Вранов-над-Теплою, Пряшівський край, східна Словаччина. Розташоване в північно-західному куті Східнословацької низовини в долині річки Тепла. В склад міста входять міські частини Чемерне та Ломниця, у минулому самостійні села. Протікає річка Ломніца.

## Історія
Уперше згадується 1270 року.

## Культура
- палац з 2 половини 18 століття в стилі класицизму збудований на місці готичного з 15 століття
- колишній монастир павлинів з 1763 року збудований на місці середньовічного монастиря францисканців перебудований у 19 столітті в стилі класицизму
- Надгробні плити на єврейському кладовищі з 18 століття
- Пам'ятна дошка Словацькому національному повстанню
- Пам'ятник Радянській армії з 1946 року

### Храми
- реформатський костел першої половини XIX століття в стилі неоготики,
- протестантська церква (1935),
- греко-католицька церква Успіння Пресвятої Богородиці (1905—1914) в стилі сецесії в міській частині Чемерне, з 1963 року національна культурна пам'ятка,
- римо-католицький костел (1937) року збудований в стилі сецесії на місці старішого костела в міській частині Чемерне,
- греко-католицька церква Матері Божої Неустанної Помочі (1991) року в частині Ломниця,
- православна церква Покрови Пресвятої Богородиці з XXI століття,
- греко-католицький парафіяльний храм Найсвятішої Євхаристії XX століття,
- греко-католицький парафіяльний храм святого Піо (2012).

## Економіка
На східній окраїні міста розташована велика деревообробна фабрика «Букоза» загально відома через шкідливі токсичні відходи та забруднення навколишнього середовища, разом із «Хемко» Стразьке та колишньою фабрикою «Хемлон» Гуменне становили тзв. «трикутник смерті» з найвищим рівнем смертності немовлят.

## Освіта
У місті працює 9 дитсадків, 11 початкових шкіл, 6 середніх шкіл, у тому числі 2 гімназії та філія Факультету менеджменту Пряшівського університету.

## Населення
| Рік:            | 1993   | 2003    | 2013    | 2023     |
| --------------- | ------ | ------- | ------- | -------- |
| Кількість осіб: | 23 568 | 23 020  | 23 041  | 20 488   |
| Різниця:        |        | -2,32 % | +0,09 % | -11,08 % |

| Рік:            | 2022   | 2023    |
| --------------- | ------ | ------- |
| Кількість осіб: | 20 702 | 20 488  |
| Різниця:        |        | -1,03 % |

У місті проживає 23225 осіб.
Національний склад населення (за даними останнього перепису населення — 2001 року):
- словаки — 93,11 %,
- цигани (роми) — 4,40 %,
- чехи — 0,61 %,
- русини — 0,27 %,
- українці — 0,25 %,
- угорці — 0,14 %,
- поляки — 0,05 %,
- німці — 0,02 %,
- моравці — 0,01 %,

Склад населення за приналежністю до релігії станом на 2001 рік:
- римо-католики — 62,51 %,
- греко-католики — 20,13 %,
- протестанти — 7,18 %,
- православні — 0,62 %,
- гусити — 0,02 %,
- не вважають себе віруючими або не належать до жодної вищезгаданої церкви — 8,26 %.